# Oleosine
Oleosine sind Strukturproteine, die man in Pflanzenzellen findet, genauer im Ölkörper, dem Oleosom. Sie werden in den Monolayer des Oleosoms integriert und verhindern das Zusammenklumpen der einzelnen Lipidtröpfchen. 
Sie bestehen aus drei Teilen: die N- und C-terminalen Domänen sind amphiphil, der mittlere Teil hingegen ist hydrophob. Modelle zeigen, dass Oleosine eine Haarnadel-ähnliche Form haben, die in die Triacylglycerid-Schicht hineinragt, während der hydrophile Teil außerhalb des Ölkörpers bleibt.
Oleosine wurde in Ölkörpern von Samen, in Zellen des Tapetum und in Pollen gefunden.

## Verwendung zur Gewinnung von rekombinanten Proteinen
Oleosine werden verwendet, um einfach rekombinante Proteine zu gewinnen. Diese werden als Fusions-Proteine mit den Oleosinen in die Zellen kloniert, mit einer Proteaseerkennungssequenz zwischen den beiden Proteinen, zum Beispiel für Chymosin. Durch Zentrifugation kann dann erst der Ölkörper isoliert werden. Dann werden Oleosine und rekombinantes Protein durch eine Protease geschnitten. Das Protein ist normalerweise hydrophiler als die Oleosine und wird sich dann in der wässrigen Phase lösen und mit erneuter Zentrifugation abtrennen lassen.